# GP de Ciclismo Cidade de Montes Claros
O GP de Ciclismo Cidade de Montes Claros é uma competição ciclística profissional de estrada disputada anualmente como uma prova de um dia em Montes Claros, Minas Gerais, Brasil. A prova é normalmente disputada no final de junho ou início de julho, e existe para a elite masculina do ciclismo nacional e para as categorias masters.
Organizada pela primeira vez em 2006, o evento é uma prova de dia único que consiste em um curto circuito plano de 2.350 metros dentro da cidade de Montes Claros. Em 2012, a categoria elite masculina percorreu 45 voltas em torno deste, num total de 105,75 quilômetros de prova. Durante a prova, também existem em algumas voltas metas volantes. Os 3 primeiros ciclistas a alcançá-las recebem 3, 2 e 1 ponto, respectivamente. No fim da prova, os 3 ciclistas que mais pontuarem nas metas volantes são premiados. Na prova de 2012, as metas volantes ocorreram na 15ª, 25ª e 35ª volta.
Na 2ª edição da prova, foi criado o Trófeu Cidade de Montes Claros, que será premiado ao ciclista que vencer a prova duas vezes seguidas ou três vezes alternadas, mas tal feito ainda não foi alcançado. A prova também faz parte das comemorações de aniversário da cidade.
A 8ª edição da corrida, em 2013, foi cancelada alguns dias antes de sua realização. De acordo com os organizadores da prova, o cancelamento ocorreu por falta de verba, alegando falta de apoio da prefeitura.
Atualmente, o GP de Ciclismo Cidade de Montes Claros recebe no calendário nacional da CBC a categoria 3, a mais alta para provas de um dia.

## Vencedores
| Ano  | Vencedor                 | Segundo lugar             | Terceiro lugar       |
| ---- | ------------------------ | ------------------------- | -------------------- |
| 2006 | Rodrigo Caetano da Silva |                           |                      |
| 2007 | Fabiele Mota             |                           |                      |
| 2008 | Roberto Pinheiro         | Valcemar Justino da Silva | Flávio Cardoso       |
| 2009 | Rodrigo de Mello Brito   | Fabiele Mota              | Glauber Nascimento   |
| 2010 | Flávio Cardoso           | Carlos França             | Roberto Pinheiro     |
| 2011 | Antônio Nascimento       | Roberto Pinheiro          | Gustavo Erivan       |
| 2012 | Francisco Chamorro       | Roberto Pinheiro          | Gideoni Monteiro     |
| 2013 | Não houve competição     | Não houve competição      | Não houve competição |

### Vencedores das metas volantes
| Ano  | Vencedor           |
| ---- | ------------------ |
| 2009 | Fabiele Mota       |
| 2010 | Flávio Cardoso     |
| 2011 | Glauber Nascimento |
| 2012 | Héctor Figueras    |